# ड़
Cette page contient des caractères spéciaux ou non latins. S’ils s’affichent mal (▯, ?, etc.), consultez la page d’aide Unicode.
ड़, appelé ṛa et transcrit ṛ, est une consonne de l’alphasyllabaire devanagari. Elle est composée d’un dda ‹ ड › et d’un point souscrit.

## Utilisation
Ṛa est utilisé pour représenter une consonne battue rétroflexe voisée [ɽ], par exemple en hindi dans le mot कन्नड़ (kannaṛa), « kannada ».

## Représentations informatiques
- précomposé[1] :

| formes | représentations | chaînes de caractères | points de code | descriptions                                       |
| ------ | --------------- | --------------------- | -------------- | -------------------------------------------------- |
| pleine | ड़               | ड़                     | U+095C         | lettre devanagari dddha                            |
| morte  | ड़्               | ड़◌्                    | U+095C U+094D  | lettre devanagari dddha, symbole devanagari virama |

- décomposé

| formes | représentations | chaînes de caractères | points de code       | descriptions                                                                |
| ------ | --------------- | --------------------- | -------------------- | --------------------------------------------------------------------------- |
| pleine | ड़               | ड़                     | U+0921 U+093C        | lettre devanagari dda, symbole devanagari noukta                            |
| morte  | ड़्               | ड़◌्                    | U+0921 U+093C U+094D | lettre devanagari dda, symbole devanagari noukta, symbole devanagari virama |